# It's Now or Never
It's Now or Never è un singolo discografico del cantante statunitense Elvis Presley, pubblicato nel 1960.

## Descrizione
It's Now or Never è una canzone basata sulla canzone italiana in lingua napoletana 'O sole mio, con musica composta da Eduardo Di Capua. La versione di Presley è tuttavia ispirata da There's No Tomorrow, un altro brano basato su 'O sole mio, registrato da Tony Martin nel 1949.
Il testo del brano è stato scritto da Aaron Schroeder e Wally Gold.

## Tracce
- Side A

1. It's Now or Never

- Side B

1. A Mess of Blues

## Classifiche
| Classifica (1960-1961) | Posizione raggiunta |
| ---------------------- | ------------------- |
| Regno Unito            | 1                   |
| Stati Uniti            | 1                   |

## Cover
- L'attore e cantante di musica country statunitense John Schneider ha inciso una cover del brano nel 1981.
- Il cantautore napoletano Pino Daniele ha incluso questa canzone nell'album Iguana cafè del 2005.
- Il cantante statunitense Josh Groban ha inciso il brano nel suo album del 2020 Harmony.